# 小七度

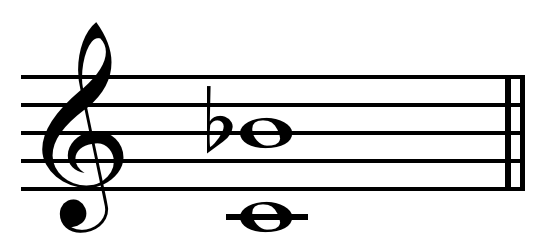
Minor seventh equal tempered or.

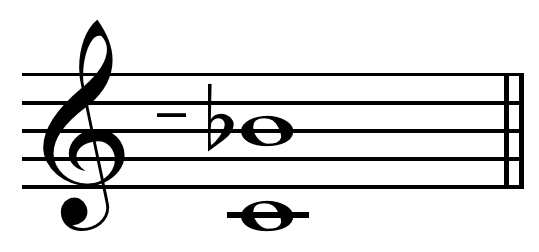
Lesser just/Pythagorean small minor seventh, two inverted perfect fifths.

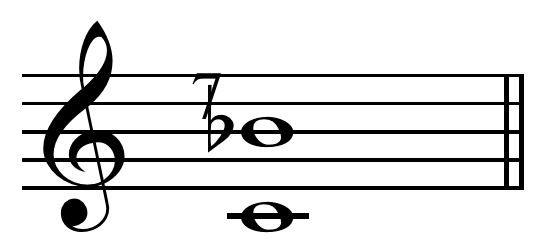
Harmonic seventh, septimal seventh.

在西方文化的古典音樂裏，七度是一個橫跨七個五線譜位置（參見音程#音級）的音程。而小七度是兩個常見七度之一。小七度表示它是那兩個中較小的一個：小七度橫跨十個半音，而大七度橫跨十一個。例如，從A音到G音的音程是小七度，因為G音比A音高十個半音，而且從A音到G音有七個五線譜位置。減和增七度也是橫跨七個五線譜位置，但減七度橫跨九個半音，增七度橫跨十二個半音。
小七度比大七度在旋律中更常見。最廣為人知的例子是星際爭霸戰的主題曲的開頭的兩個音。還有一個例子就是夢斷城西的Somewhere的「There's a place for us」的頭兩個字。
小七度最常見的地方是一個調的屬音三和弦，再加一個屬音七和弦。

## 資料來源
1. ↑  Haluska (2003), p.xxiv. Pythagorean minor seventh.
2. ↑  Haluska, Jan (2003). The Mathematical Theory of Tone Systems, p.xxiii. ISBN 0-8247-4714-3. Just minor seventh.
3. ↑  Keith Wyatt, Carl Schroeder, Joe Elliott (2005). Ear Training for the Contemporary Musician, p.69. ISBN 0-7935-8193-1.
4. ↑  Neely, Blake (2009). Piano For Dummies, p.201. ISBN 0-470-49644-4.

Template:音程列表